# Iukaguirs
Els iukaguirs (iukaguir de la tundra: одул, деткиль (odul, detkil)', rus: юкаги́ры, iukaguiri) són un poble de l'extrem orient rus que viu a la conca del riu Kolimà.

## Distribució geogràfica
Els iukaguirs de la tundra viuen a la regió del Baix Kolyma a la República de Sakhà; els Taiga iukaguirs a la regió de l'Alta Kolyma a la República de Sakha i al districte de Srednekansky de l'òblast de Magadan. En l'època de la colonització russa al segle xvii, els grups tribals iukaguir ocupaven territoris des del riu Lena fins a la desembocadura del riu Anàdir. El nombre de iukaguirs va disminuir entre els segles XVII i XIX a causa de les epidèmies, les guerres internes i la política colonial tsarista que pot haver inclòs el genocidi contra els sedentaris caçadors-pescadors anaouls. Alguns dels iukaguirs s'han assimilat amb els iacuts, els evens i els russos.
Actualment, els iukaguirs viuen a la República de Sakhà i al Districte autònom de Txukotka de la Federació Russa. Segons el cens del 2002, el seu nombre total era de 1.509 persones, per sobre dels 1.112 registrats al cens del 1989.
Segons l'últim cens ucraïnès del 2001, 12 iukaguirs viuen a Ucraïna. Només 2 d'ells van indicar el llengües iukaguirs com a llengua materna. Per a la resta (6) és el rus i per 1 és una altra llengua.

## Genètica
Genèticament, els iukaguirs presenten freqüències aproximadament iguals dels haplogrups N1c, Q1 i C2 de l'ADN Y (anteriorment C3).
Segons un altre estudi, dels 11 homes iukaguirs 3 van resultar pertànyer a l'haplogrup N1c Y (subclade diferent del que es troba a Yakuts), altres 4 - a l'haplogrup Y C2 (antic C3; en la seva major part, el mateix subclade que també es troba a Koryaks), un més: per a l'haplogrup Y, i la resta 3 presenten una influència genètica russa aparent (dos individus pertanyents a l'haplogrup Y R1a i un més per a l'haplogrup I2a). L'estudi tampoc va trobar semblances entre els iukaguirs i els chuktxis pel que fa a l'ADN mitocondrial.

## Grups subètnics

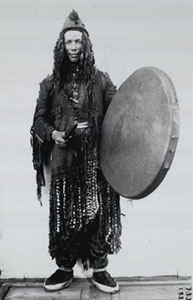
Xaman Yukaguir, 1902

Les 13 tribus que antigament constituïen els iukaguir eren: Vadul-Alais, Odul, Txuvan, Anaul, Lavren, Olyuben, Omok, Penjin, Khodynts, Khoromoy, Shoromboy, Iandin i Iandyr.
Les tres tribus supervivents són els Odul de Nelemnoe, els Vadul d'Andryushkino i els Txuvan de la zona del riu Anadyr. Dels grups extingits, els més importants van ser els Khodynts, els Anaul (tots dos de la zona del riu Anadyr) i els Omok (al nord del Chuvan). De vegades els txuvans són considerats una tribu separada. La llengua txuvantsy ha estat extingida des de principis del segle xx. El 2002, 1.087 es van identificar com a txuvans en comparació amb més de 1.300 el 1989. Els Vadul participen principalment en la cria de rens, mentre que els Odul (Kogime) són majoritàriament caçadors-recol·lectors. Els Vadul també són coneguts com a Iukaguirs de la Tundra. Els Odul també es coneixen com a Iukaguir Taiga o Iukaguir Kolyma. Les llengües Vadul i Odul són tan diferents com l'alemany del neerlandès. Totes dues estan properes a l'extinció i odul es troba en un estat molt més feble en comparació amb vadul. Al cens de 1989, més de 700 iukaguirs es van identificar com a vadul, mentre que menys de 400 eren odul.
Els iukaguir són un dels pobles més antics del nord-est asiàtic. Originalment vivien sobre un enorme territori des del llac Baikal fins a l'oceà Àrtic. En el moment de la primera trobada amb russos, els iukaguirs estaven dividit en dotze tribus amb prop de 9.000 persones. L'etnònim Iukagir és Odul o Vadul, que significa "poderós".
Les divisions tribals entre els iukaguir s'esvaeixen ara, tot i que en tots els censos del 1926, un nombre important de tribus s'identificaven amb divisions tribals com Anaul, Odul i Vadul en lloc de descriure’s com a iukaguir. El govern soviètic va desanimar activament aquesta tendència i ara només els més grans s'identifiquen d'aquesta manera. Al cens del 2002, dels 1.509 iukaguirs, 51 es van identificar com Omok, 40 com Alais, 21 com Odul, 17 com Vadul, 6 com Khangait i 4 com Detkil.

### Sistema de clans
El cap de cada clan era un ancià anomenat Ligey Shomorokh. La seva era la paraula final en tots els aspectes de la vida. Els líders de caça eren Khangitche i els líders de la guerra Tonbaia Shomorokh ("l'home poderós"). Les dones i els adolescents tenien la mateixa veu que els homes. La vida interna de la comunitat estava sota el control de les dones grans. Les seves decisions sobre aquestes qüestions eren indiscutibles.
Al començament de cada estiu, tots els clans es reunien per al festival Sakhadzibe, on es discutien les qüestions mútues dels iukaguir.
A la República Iakut-Sakha hi ha tres comunitats de famílies extenses nòmades. Es tracta de Txaila al districte de Nizhnekolymsky, Teki Odulok al districte de Verkhnekolymsky i Ianugail al districte d'Ust-Yansky. El cap d'Ianugail és I. I. Tomsky. Les activitats principals de la comunitat són la caça i la pesca del cérvol. Txaila és la més gran de les tres. El seu cap és S. I. Kurilov. Tenen 4.000 rens domesticats, 200 cavalls i 20 vaques. La comunitat també caça cérvols i guineus polars. També hi ha una botiga on es fabriquen peces tradicionals de pell i pell. El cap de Teki Odulok és N. I. Shalugin. La seva base és el poble de Nelemnoe. Aquesta comunitat es troba en la situació més difícil. A causa de la "interpretació creativa" de diverses lleis de Perestroika i privatitzacions per part de l'administració local i del districte i els anomenats empresaris, la comunitat ha perdut tots els seus rens, vaques i fins i tot part de la seva terra. Només els queden uns 50 cavalls. No tenen diners per a subministraments per a la caça i la pesca. El 80% de la població adulta està de facto a l'atur.
El fòrum més important dels iukagirs és la reunió de Suktuul per a tot el poble.

## Cultura
La principal activitat tradicional és la caça nòmada i seminòmada de cérvols, alces, ovelles salvatges i martes, així com la pesca. Els rens són criats principalment per al transport. Els cavalls són coneguts entre els iukaguir com a "rens domèstics de iacuts" (Yoqod ile a iukaguir septentrional o de la Tundra o Yaqad āçə en iukaguir meridional o Kolyma). Una casa iukaguir s'anomena chum.
El declivi de les activitats econòmiques tradicionals, la situació ambiental desfavorable de les terres i aigües tradicionals del iukaguirs i l'absència de lleis i mecanismes executius locals i federals que protegeixin els pobles indígenes a Rússia no han ajudat al benestar i la continuïtat de les comunitats tradicionals iukaguirs. La vida mitjana dels homes és de 45 anys i de 54 anys per a les dones. La mortalitat infantil és la més alta de la República de Sakhà. A més, una expedició feta als iukaguirs va trobar que la majoria no coneixien la seva cultura tradicional.

### Llenguatge
Les llengües iukaguir són una petita família lingüística de dues llengües íntimament relacionades, la iukagir tundra i la iukaguir kolyma, tot i que abans n’hi havia més. Són llengües no classificades: es desconeix el seu origen i la seva relació amb altres llengües; alguns erudits les consideren llunyanament relacionades amb les llengües uralianes, però aquesta classificació no és acceptada per la majoria d'especialistes en lingüística uraliana. Les llengües són considerades com a moribundes, ja que menys de 370 persones poden parlar qualsevol llengua iukaguir. Actualment, la majoria dels yukaguirs parlen iacut i rus.

### Religió
Al costat de les creences ortodoxes russes, els iukaguirs encara practiquen el xamanisme. Els cultes dominants són els esperits ancestrals, els esperits del foc, el sol (Pugu), la caça, la terra i l'aigua, que poden actuar com a protectors o com a enemics de les persones. El més important és el culte a Pugu, el Sol, que és el màxim jutge en totes les disputes. Els esperits dels difunts van a un lloc anomenat Aibidzi. Tots els clans tenien un xaman anomenat alma. Després de la mort, cada alma era tractada com una divinitat, i el cos de l'alma mort era desmembrat i guardat pel clan com a relíquies. Els iukaguir encara continuen tradicions derivades dels seus orígens com a caçadors de rens nòmades: practiquen el sacrifici de gossos i tenen un poema èpic basat en els corbs. El culte als animals era especialment fort en el culte a l'ant. Hi havia una sèrie de rituals i tabús relacionats amb la caça d'ants i cérvols.
- Llengües paleosibèriques
- Llengües uralianes
- Llengües eurasiàtiques
- Llengües nostràtiques